# Carl Anshelm
Carl Anshelm, född den 21 april 1882 i Gråmanstorps församling, Kristianstads län, död den 20 april 1967 i Lund, var en svensk präst.
Anshelm avlade teologie kandidatexamen vid Lunds universitet 1908 och promoverades till teologie doktor 1935. Han prästvigdes 1908. Anshelm var domkyrkovicepastor i Lund 1912–1914, resesekreterare i Svenska kyrkans missionsstyrelse i Uppsala 1914–1916, stadskomminister i Lund 1916–1932, kyrkoherde i Förslöv och Grevie 1932–1952 och kontraktsprost i Bjäre 1945–1952. Han var ordförande i Lunds missionssällskap och Lunds stifts missionsråd 1922–1933 och senare inspektor för Båstads samrealskola. Anshelm publicerade Svensk mission (1925), Biskop Hans Peter Hallbeck (I–II; 1927), Peter Fjellstedt (I–III; 1930, 1935, 1957). Han blev ledamot av Nordstjärneorden 1943. Anshelm vilar på Norra kyrkogården i Lund.